# Georgina Beyer
Georgina Beyer (ur. w listopadzie 1957 w Wellington jako George Bertrand, zm. 6 marca 2023 tamże) – nowozelandzka działaczka polityczna i społeczna, uznawana za pierwszego otwarcie transseksualnego parlamentarzystę na świecie.

## Życiorys
Dzieciństwo spędziła u dziadków na farmie położonej w regionie Taranaki, następnie przeniosła się do swojej matki i jej nowo poślubionego męża do Wellington. Kształciła się tam w Wellesley College i Onslow College, a po przeprowadzce do Auckland uczęszczała do Papatoetoe High School w Manukau. Według jej wspomnień, zawartych w książce A Change for the Better – the Story of Georgina Beyer, już od wczesnej młodości czuła się dziewczynką w chłopięcym ciele.
W wieku 17 lat powróciła do Wellington, gdzie przybrała pseudonim "Georgina" i rozpoczęła karierę jako drag queen. Występowała w klubach nocnych jako striptizerka, była też męską prostytutką. Pod koniec lat 70. w trakcie pobytu w Sydney została pobita i zgwałcona przez czterech mężczyzn. Przeszła terapię hormonalną, a w 1984 operację korekty płci.
W latach 80. zaczęła także karierę aktorską, grając głównie w produkcjach telewizyjnych. Wystąpiła m.in. w filmie Jewel's Darl z 1985, otrzymując za zagraną rolę nominację do krajowej nagrody GOFTA dla najlepszej aktorki dramatycznej. Na początku lat 90. zdecydowała się też na działalność polityczną. W 1992 bez powodzenia kandydowała do rady miasta Carterton, mandat radnej uzyskała jednak rok później. W 1995 i 1998 była wybierana na urząd burmistrza tej miejscowości (odpowiednio większością 48% i 90% głosów). Jest wskazywana jako pierwszy transseksualny przewodniczący wykonawczych władz miejskich.
W 1999 przyjęła ofertę kandydowania z ramienia Partii Pracy do Izby Reprezentantów w wyborach w tym samym roku. Wystartowała w okręgu większościowym Wairarapa, pokonując Paula Henry'ego z Partii Narodowej. Stała się tym samym pierwszym transseksualnym parlamentarzystą na świecie, który dokonał coming outu. W 2000 zrezygnowała z urzędu burmistrza, zaś dwa lata później odnowiła mandat poselski w swoim okręgu.
W wyborach z 2005 zdecydowała się ubiegać o reelekcję wyłącznie z listy krajowej laburzystów. Georgina Beyer zasiadła w parlamencie kolejnej kadencji, ostatecznie jednak złożyła mandat w 2007, odchodząc z bieżącej polityki.
W 2006 i 2009 brała udział w międzynarodowych konferencjach poświęconych prawom mniejszości seksualnych w Montrealu i Kopenhadze.